# 1969年梅竹賽
民國58年（1969年）己酉梅竹賽為首屆國立清華大學與國立交通大學之間的梅竹賽，由國立交通大學主辦，國立清華大學協辦。賽事結果，國立清華大學以7比4取得本屆賽事總錦標。本屆梅竹賽計有男籃、女籃、男排、桌球、羽球、棒球、網球、圍棋、象棋、橋藝、足球等11個項目，其中交大在羽球、網球、橋藝、足球等4項目獲勝，清大在男籃、女籃、男排、桌球、棒球、圍棋、象棋等7項目獲勝。
民國57年（1968年）12月7日，兩校代表於交大實驗館105室舉行座談會，雙方一致同意於57年學年度下學期舉辦第一屆梅竹賽；同年12月23日兩校代表於清華百齡堂舉行梅竹賽第一籌備會議，會中並擲幣並決定梅竹次序；民國58年（1969年）3月8號在交大博愛校區圖書館二樓，由兩校總教官主持開幕，比賽日期為3月8日至3月16日，共計9天。

## 梅竹賽起源
民國50年代（1960年代），清華大學與交通大學在臺復校後，因兩校校地位置相鄰、學生人數相近，且科系均以理工為主，因此往來頻繁，常在校際的比賽中碰面。民國55年（1966年），兩校曾舉辦過技藝對抗賽。民國57年（1968年），時任交大活動中心總幹事的錢鋒獲得學校支持，開始籌備一個由清大與交大學生參與的大型競技活動。當時錢鋒找上清大的徐範，商議舉辦一個可以延續的大型比賽，後獲得兩校正面迴響。
57學年度寒假結束後，兩方積極籌畫舉辦比賽，關於比賽的名稱，起初將兩校名稱排列組合一番，但沒有滿意的名稱，後來清大提議校內有紀念梅貽琦校長的梅園，可以用「梅」作為代表字；交大則有紀念淩竹銘校長的竹銘館，可以用「竹」作為代表字。關於名稱要定為「梅竹」或「竹梅」，在典故中有「松竹梅」是竹在前，但有「青梅竹馬」是梅在前，後清大張致一教授提議以擲硬幣決定，當時一元硬幣一面圖案是梅花，另一面則是蝴蝶蘭，若出現蝴蝶蘭為「竹梅」，若出現梅花為「梅竹」，擲硬幣結果出現梅花，因而定名為「梅竹賽」。
因應賽事舉辦，籌委會在兩校徵求梅竹總錦標的設計，後來考量兩校學生均為理工科系背景，於是至臺北有藝術科系的大學去徵求設計圖，由師範大學學生的設計入選。後交大籌委會主委李崇山，拿著設計圖至臺北市延平北路的榮安銀樓委託製作「梅竹總錦標」獎座。

## 賽事結果

### 正式賽
| 項目   | 比賽日期 | 勝隊 | 備註                          |
| ------ | -------- | ---- | ----------------------------- |
| 男籃   |          | 清大 |                               |
| 女籃   |          | 清大 |                               |
| 男排   |          | 清大 |                               |
| 桌球   |          | 清大 |                               |
| 羽球   |          | 交大 |                               |
| 棒球   |          | 清大 |                               |
| 網球   |          | 交大 |                               |
| 圍棋   |          | 清大 |                               |
| 象棋   |          | 清大 |                               |
| 橋藝   |          | 交大 |                               |
| 足球   |          | 交大 |                               |
| 總錦標 |          | 清大 | 清大以10：4取得本屆賽事總錦標 |